# Anubis leptissimus
Anubis leptissimus là một loài bọ cánh cứng trong họ Cerambycidae.